# Abraham George Luïscius
Abraham George Luïscius (Xanten, 1693 – Delft, 1760) was een Nederlands rechtsgeleerde, diplomaat en lexicograaf. Hij maakte de eerste encyclopedie in het Nederlands.

## Leven
Hij schreef zich als tienjarige in aan de Universiteit van Duisburg (1703) en studeerde wellicht ook in Leiden. Zijn eerste publicatie in 1716 was een vermeerderde vertaling van The History of the Most Serene House of Brunswick-Lunenburgh, een genealogisch-historisch werk van David Jones. Vanaf 1720 vertaalde hij onder de titel De Spectator of Verrezene Socrates het Engelse blad The Spectator. In het Nederlands verscheen dit als een niet-periodieke uitgave, waarvan hij de eerste drie delen verzorgde.
In 1724 begon hij met het samenstellen van een achtdelige encyclopedie, Het algemeen historisch, geographisch en genealogisch woordenboek. Afgaand op de titel richtte hij zich naar de Grand dictionnaire van Louis Moréri, waarvan de eerste editie in 1674 was verschenen. Schijnbaar schreef Luïscius alle lemma's zelf, tenzij hij auteurs zou hebben betaald om anoniem bij te dragen. De uitgave was zeer kwalitatief, zowel wat betreft het papier, de typografie en de gravures als op het vlak van correcties. Voor zijn "bibliotheek in een enkel boek" had hij een indrukwekkende lijst van onderschrijvers, maar al een jaar na het verschijnen van het eerste deel kreeg hij concurrentie van een encyclopedie onder een gelijkaardige naam. In 1737 publiceerde hij het achtste en laatste deel. 
De financiering moet Luïscius deels gehaald hebben uit het inkomen van zijn ambten. Van 1732 tot 1739 en in 1742-1743 was hij resident en buitengewoon gezant van het Koninkrijk Pruisen in Den Haag. Ook was hij koninklijk domeinraad en vanaf 1734 corresponderend lid van de Pruisische Academie van Wetenschappen. Vermoedelijk heeft zijn encyclopedie hem geruïneerd. In 1739 werd hij gearresteerd voor verduistering. Hij deed een zelfmoordpoging en verloor al zijn openbare en academische functies.

## Publicaties
- Historie des doorluchtigste Huize van Brunswyk-Lunenburg (1716)
- Het algemeen historisch, geographisch en genealogisch woordenboek, 8 dln. (1724-1737)

## Voetnoten
1. ↑  Volgens Paul stierf hij in of na 1740, maar Haitsma-Mulier en Van der Lem signaleren hem in 1743 nog als diplomaat. Volgens het Stadsarchief Delft is hij aldaar begraven op 8 februari 1760 (link). Gearchiveerd op 9 februari 2023.

- Digitale Bibliotheek voor de Nederlandse Letteren: luis002
- Gemeinsame Normdatei: 101127154
- International Standard Name Identifier: 0000 0000 1120 6849
- Nederlandse Thesaurus van Auteursnamen: 072449101
- Virtual International Authority File: 17583161